# Вайрано-Патенора

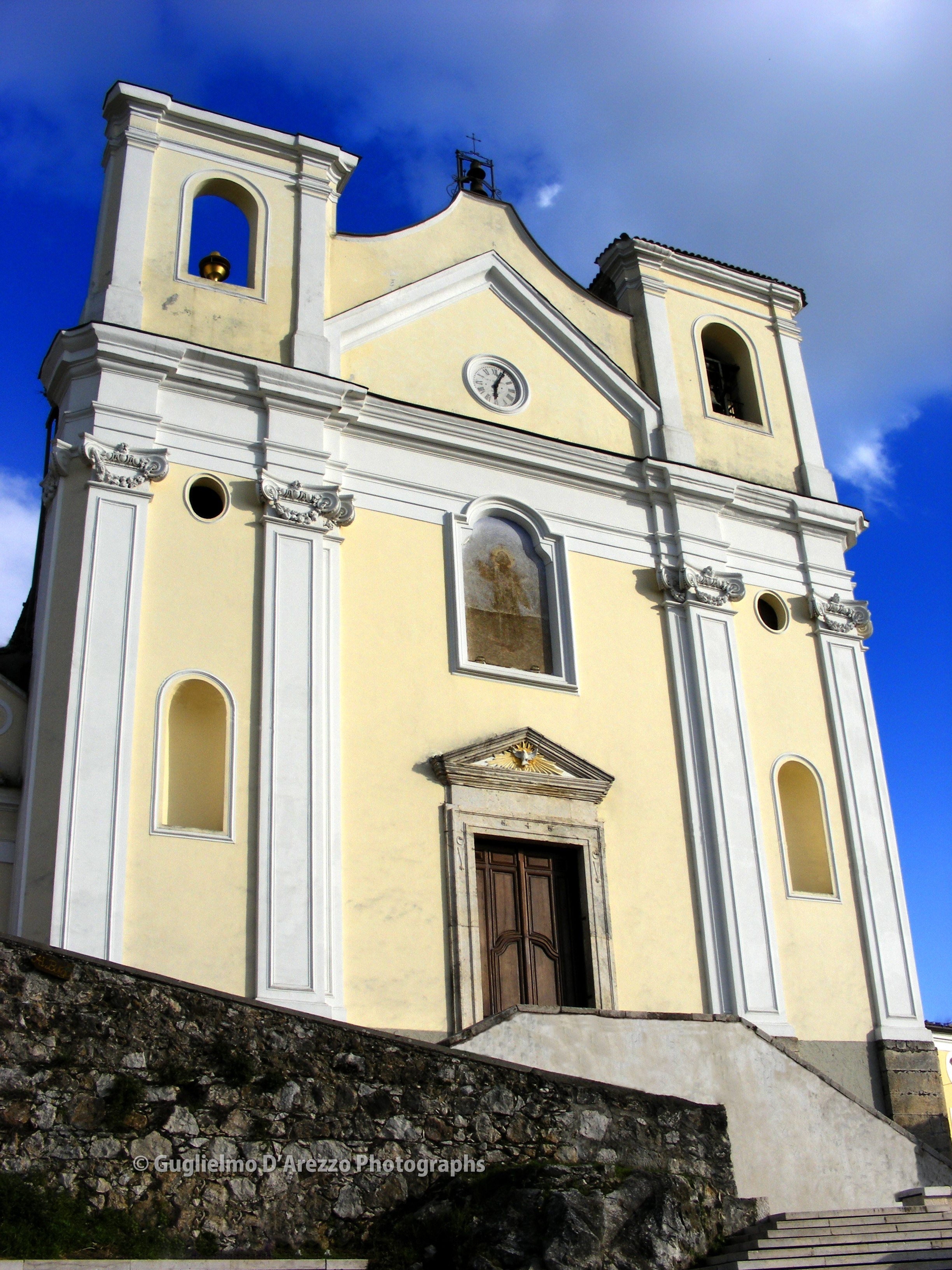
Храм святого апостола Варфоломея

Вайрано-Патенора (итал. Vairano Patenora) — коммуна в Италии, располагается в регионе Кампания, в провинции Казерта.
Население составляет 6259 человек, плотность населения составляет 142 чел./км². Занимает площадь 43 км². Почтовый индекс — 81058. Телефонный код — 0823.
Покровителем коммуны почитается святой апостол Варфоломей. Праздник ежегодно празднуется 24 августа.